# For Those About to Rock (We Salute You)
Singles de AC/DC
Let's Get It Up
(1982) Put the Finger on You
(1982)
Pistes de For Those About to Rock We Salute You
Put the Finger on You
For Those About to Rock (We Salute You) est une chanson du groupe de hard rock australien AC/DC sortie en 1981 sur l'album For Those About to Rock We Salute You.
Composée par les frères Young et Brian Johnson, elle nécessite l'utilisation de canons. C'est l'un des plus grands classiques du groupe, notamment avec Highway to Hell, Back in Black, Thunderstruck, T.N.T., You Shouk Me All Night Long puis Let There Be Rock, Hell Bells, Whole Lotta Rosie... 

## Formation
- Brian Johnson : Chants
- Angus Young : Guitare solo
- Malcolm Young : Guitare rythmique
- Cliff Williams : Basse
- Phil Rudd : Batterie

## Autour de la chanson
Dans "School of Rock", Jack Black déclame le refrain de la chanson face à ses élèves